# Axel Palmgren
Axel Palmgren, född 3 mars 1867 i Helsingfors, död där 19 februari 1939, var en finländsk industriman och politiker (Svenska folkpartiet). Han var bror till Alvar Palmgren och kusin till Rolf Palmgren.
Palmgren avlade rättsexamen 1889, blev 1897 sekreterare i Lantbruksstyrelsen, men avskedades i administrativ väg av Nikolaj Bobrikov 1903 för vägran att underkasta sig olag, återinsattes efter storstrejken i tjänsten 1906, men avgick samma år. Han var verkställande direktör 1907–15 hos Karhula AB, 1916–17 i Finska sågverksägareföreningen  och ombudsman i Finska sågindustrins arbetsgivarförbund och 1918–36 verkställande direktör i Arbetsgivarnas i Finland centralförbund.
I de ofta förekommande arbetsmarknadskonflikterna intog Palmgren en moderat position och var kritisk till Lapporörelsen. Han var organisatör av strejkbrytarorganisationen Exportfred, men visade inte någon entusiasm över den verksamhet som den kom att bedriva.
Palmgren var riksdagsman 1917–21 och 1931–32. Han var juni 1924 till mars 1925 handels- och industriminister i Lauri Ingmans andra regering och innehade mars 1931 till december samma post i J.E. Sunilas andra regering. År 1936 tilldelades han hederstiteln minister.